# Julian Bohdanowicz (grafik)

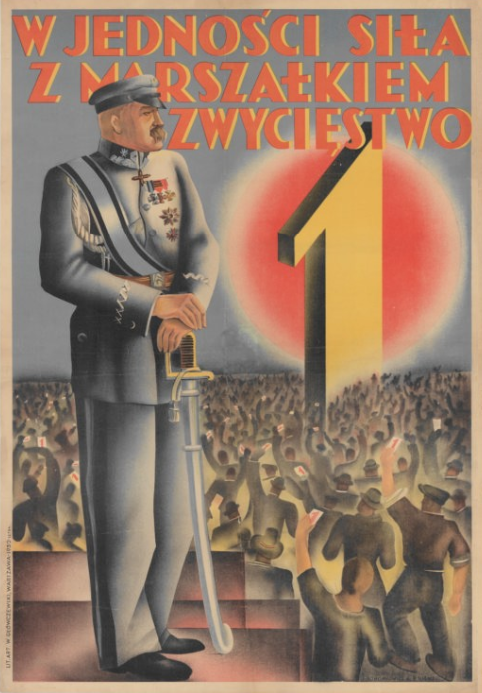
Plakat W jedności siła – Z Marszałkiem zwycięstwo, proj. Julian Bohdanowicz, 1930

Julian Bohdanowicz (ur. 1892 lub 28 grudnia 1897 w Symbirsku w Rosji, zm. 9 listopada 1943 w Warszawie) – polski grafik, plakacista.

## Życiorys
Był synem Antoniego i Julii z Gintyłłów. Uczył się w Smoleńsku i Moskwie, tam również rozpoczął studia artystyczne.
Podczas I wojny światowej należał do Polskiej Organizacji Wojskowej. Następnie od 1918 do 1920 służył w Wojsku Polskim. Brał udział w wojnie polsko-bolszewickiej.
W latach 1920–1923 studiował na Wydziale Sztuk Pięknych Uniwersytetu im. Stefana Batorego w Wilnie w pracowni Mieczysława Kotarbińskiego. Naukę kontynuował do 1928 w Szkole Sztuk Pięknych w Warszawie w pracowniach Władysława Skoczylasa i Edmunda Bartłomiejczyka. Dyplom z grafiki uzyskał w 1935, gdy szkołę przemianowano na Akademię Sztuk Pięknych.
Tworzył drzeworyty, akwatinty, litografie, miedzioryty i kwasoryty. Jego prace przedstawiały widoki przydrożnych kapliczek oraz wiejskie pejzaże. Tworzył również projekty okładek książek oraz ekslibrisy. Równocześnie uczył rysunku i liternictwa. W latach 1925–1936 prowadził kursy wieczorowe w swojej pracowni litograficznej.
W 1936 został wiceprezesem Bloku Zawodowych Artystów Plastyków oraz dyrektorem Miejskiej Szkoły Sztuk Zdobniczych i Malarstwa w Warszawie. Kontynuował pracę na stanowisku dyrektora podczas okupacji niemieckiej, ale został zmuszony do przekształcenia uczelni artystycznej w szkołę zawodową.
Uczestniczył w konspiracji, m.in. działał w grupie wytwarzającej fałszywe banknoty. Ponadto redagował podziemne pismo „Polsce służ”.
9 listopada 1943 został aresztowany przez Niemców i rozstrzelany tego samego dnia w egzekucji ulicznej.

## Wybrana twórczość

### Grafiki
- Dziewczyna z sokołem i psem lub Wiejska Diana, 1923
- Akt siedzący, 1925
- Góralski skrzypek, 1925
- Na Wiśle w Kazimierzu Dolnym, 1931
- Na statku, 1933

### Plakaty
- W jedności siła – Z Marszałkiem zwycięstwo, 1930

## Odznaczenia
- Krzyż Zasługi Wojsk Litwy Środkowej[1]
- Medal Niepodległości[1]
- Medal Pamiątkowy za Wojnę 1918–1921[1]